# カルステン・レンツィング

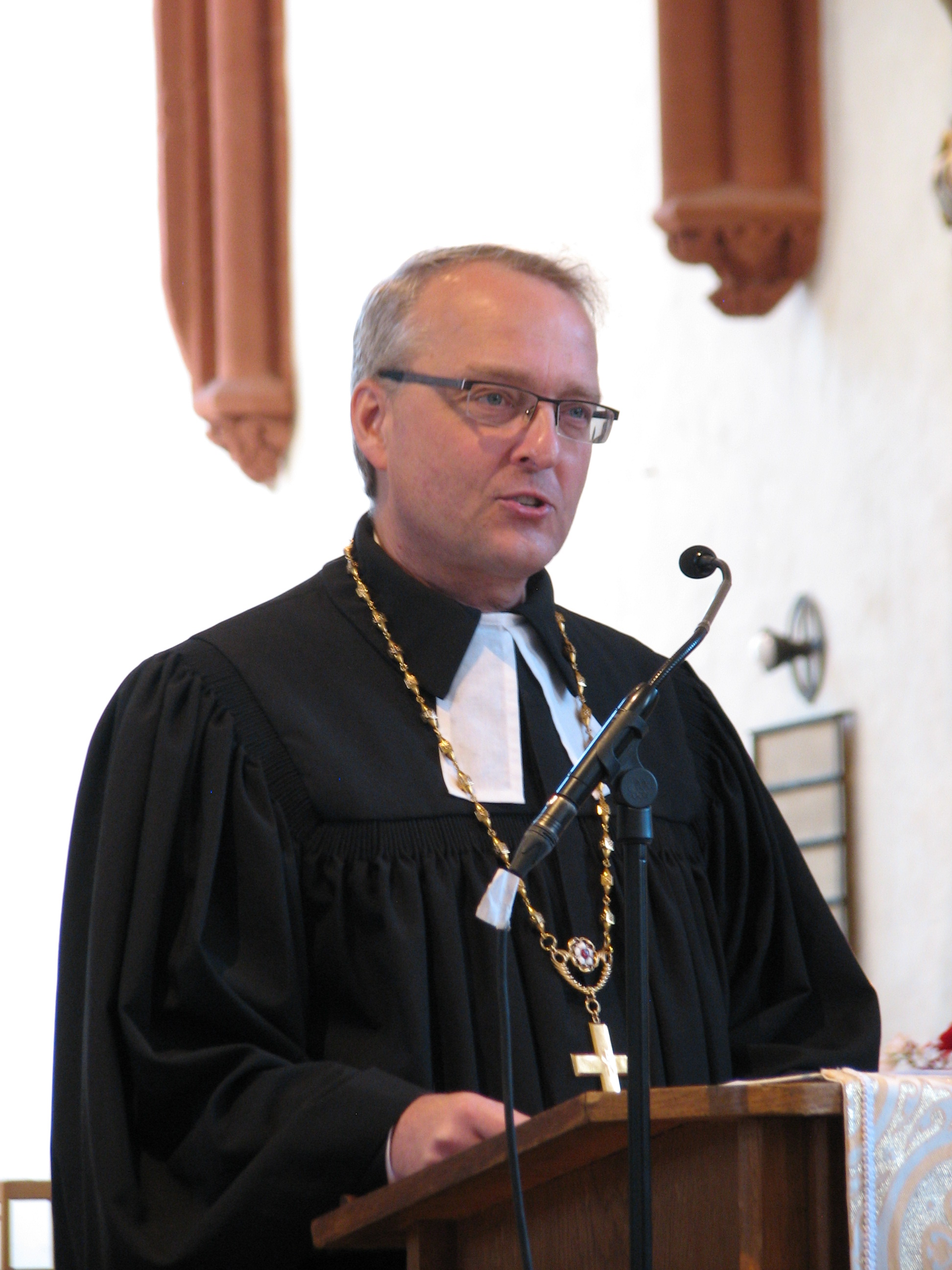
カルステン・レンツィング (2017)

カルステン・ウーヴェ・レンツィング（ドイツ語: Carsten Uwe Rentzing, 1967年9月27日 - ）は、ドイツの福音主義 (ルター派) の牧師である。ベルリン・シュパンダウ区出身。2015年8月、ザクセン福音ルター派州教会の監督に就任したが、学生時代に記した反民主主義的文書が明らかになり、2019年10月31日付で辞任した。

## 経歴
カルステン・レンツィングは1987年からベルリン自由大学で法学と哲学を専攻した。彼は成人になって初めて信仰を見出し、1989年からベルリン、フランクフルト、オーバーウルゼル・ルター派神学大学で神学を学び、第1次神学試験を受けた。ザクセン州フォークトラントクライスのエルスニッツとツヴォタで牧師補として働いた後、1999年に彼はザクセン福音ルター派州教会の牧師に任職され、エルツ山地地方のアンナベルク教会地区に属するアンベルク＝ブッフホルツ新街区にある教会共同体に赴任した。2010年8月、プラウエン教会地区に属するフォークトラントのムズィークヴィンケルと呼ばれる地域に転任した。マルクノイキルヘンとその東端のラントヴュストの任地で牧師の職務を妻と分担して働いた。 レンツィングはザクセン州教会総会26期、27期総会代議員、ドイツ福音主義教会 (EKD)総会11期、12期代議員を務め、ドイツ合同福音ルター派教会11期代議員に選出され、第2副議長を務めた。
ザクセン福音ルター派州教会監督ヨッヘン・ボールが2015年8月末日で定年退職するため、後任の州教会監督を選出する特別総会が2015年5月31日に開催された。4人の州教会監督候補者の一人としてレンツィングが立候補し、その第6投票において、ザクセン州教会青年担当牧師トビアス・ブリッツと決選投票になったが、僅差でレンツィングが選ばれた。 その監督選挙は第6投票まで繰り返される異例の展開になった。第5投票まで二人の候補者が共に過半数を得ることが出来なかったからであった。 2015年8月29日、レンツィングはドイツ合同福音ルター派教会主席監督ゲルハルト・ウルリヒによって監督職に任職された 。ザクセン州教会監督の任期は2007年における監督任期に関する教会規則改定後、12年間と定められている。

## 学位
レンツィングはライプツィヒ大学から博士号を授与された。彼の学位請求論文の題名は「カール・バルトとマルティン・ルターにおける悪魔に関する発言-バルトの教会教義学III,3とルターの創世記講義1535–1545を考慮した組織的歴史的比較」であり、2003年に提出された。

## 州教会監督就任
カルステン・レンツィングが僅差で州教会監督に選出されているように、ザクセン州教会は保守派とリベラル派が拮抗している。敬虔主義者として知られ、神学思想においてもルター派右派であるカルステン・レンツィングの州教会監督当選は、教会内リベラル派や左翼政党に属する者たちに大きなショックを与えた。極右市民運動ペギーダ西洋のイスラム化に反対する欧州愛国者 や右派ポピュリスト政党ドイツのための選択肢 (AfD)への支持が増大しているザクセン州において、少数派の左翼リベラル勢力はキリスト教会を味方につけて極右や右派ポピュリスト勢力に対抗しようとしていた。州教会監督の発言は影響力を持つが、人脈的に右派と言ってもいい保守派当選によって右派に対抗する発言が州教会監督から出てくることは期待薄になったのである。
2015年8月29日の監督就任式後、ホモフォビアに対する抗議デモや集会がドレスデン聖十字架教会前でおこなわれた。州教会監督就任礼拝においてザクセン州首相スタニスラフ・ティリッヒや他の政治家たち、並びにドイツ全土の州教会監督たち、ローマ・カトリック教会ドレスデン＝マイセン教区司教ハイナー・コッホ(現在はベルリン大司教)らが監督就任礼拝に出席した。しかしながら、ドイツ社会民主党 (SPD)に属する政治家たちは州教会監督就任式に欠席した。その欠席者の中にはザクセン州政府のエバ＝マリア・シュタンゲ科学芸術相も含まれていた。

## 神学的立場

### 神学的自己理解
レンツィングは自分を保守的ルター主義者と言っている。さらに、自分はプロテスタント多数派への厳しい批判者であると見なしている。彼はあらゆる人間が救済されるという考え方 (万人救済論) や神の恵みによる救いは必要としない立場を批判している。

### 保守主義図書館での講演
2013年12月11日、レンツィングはドイツ合同福音ルター派教会 (VELKD) 副議長として、保守主義図書館で「危機にある教会―ドイツ福音主義教会 (EKD) はどこに向かっているのか？」という題目の講演をおこなった 。
この施設はカスパー・シュレンク＝ノツィングとディーター・シュタインによって創設された民間図書館であり、新右翼ネットワークの一部と見なされている。
レンツィンクの2019年の発言によると、保守主義神学者としてドイツ福音主義教会の誤った左翼偏向路線を語るために招待された講演であり、そこでは一方的なドイツ福音主義教会像を示すことはなかった。事前に主催者の情報も知らされず、それ以降、教会監督としてその図書館で講演は行っていない。レンツィングが関与していた右派雑誌の編集者であるヴォルフガング・フェンスケによって招待された講演であったので、講演の主催者を知らなかったとレンツィングの発言は疑わしいとされた。

### ザクセンでの保守主義的活動
カルステン・レンツィングは神学的保守派と敬虔主義者たちによる「目覚める時」運動の設立署名者の一人であり、その運動のホームページ上では発起人の一人であると挙げられている。
州教会内保守派のザクセン信仰告白運動に支持されたレンツィングは、同性愛者と暮らす牧師は牧師館に入居すべきではないとする神学的保守主義の立場を表明している。彼は2010年ドイツ福音主義教会 (EKD) 総会での決定に反対しており、そのためザクセンにおいて同性愛者牧師が牧師館でパートナーと共同生活することは許可されなくなる。2012年、長い論争の後で、ヨッヘン・ボールの指導下にあるザクセン州教会は、ドイツ福音主義教会加盟している他の多くの州教会とは異なり、牧師の同性愛に関して原則的に否定するという方針を継続させた。ザクセン州教会は牧師館に同性愛者を入居させず、宣教活動の中心にもしないという2001年の決定を堅持することをそこで決めていたのである。
それ以来、ザクセン福音ルター派州教会において、同性愛者パートナーの牧師館入居は例外時を除いて許されなくなり、地域の教会共同体による明確な許可が出た場合のみ可能になっただけであった 。レンツィングはこの州教会の決定を継続することを告示した。

## 州教会監督辞任
2019年9月1日のザクセン州議会選挙において、右派系ポピュリスト政党ドイツのための選択肢 (AfD) が27,5%もの支持を得た後で、ザクセン州教会内の多くのキリスト者たちが州教会監督にドイツのための選択肢 (AfD) とは明確に一線を画するように求めた。2019年9月14日、レンツィングが決闘の風習を維持している学生組合の一員であることを地元紙ザクセン新聞が報道した。州教会監督選挙時に学生組合在籍の事実を明かさなかったことを問われた際、レンツィングは学生組合の積極的なメンバーではなかったので、この事実を自身の経歴として意図的に明らかにしなかったと語った。フェンシングや決闘をすることは若い学生としてのスポーツマン的冒険に過ぎなかったとして、教会税を支払っていた教会員たちの多くはレンツィングに理解を示した。学生組合メンバーとしての友情を守るために、教会から離脱することはしないとレンツィングは表明した。
これに関連する形で、2013年からレンツィングが右派系保守主義のための民間図書館の運営に加わっていることも批判された。
ザクセン州教会に属している複数の牧師がレンツィング州教会監督にキリスト教的隣人愛を明確にする請願をはじめた。同時に、彼に対して学生組合の在籍を解消し、右翼保守主義やオルタナ右翼と見解を別にするように求めた。学生組合のメンバーであることは州教会監督の職務と相容れないものであり、とりわけ、ドイツ国防軍無罪論には与せずに、キリスト教信仰者として国家主義に肩入れするのではなく、反対することを求めた。2019年10月6日のインタビューにおいて、レンツィングは牧師たちの請願に対して同意できないことを明らかにした。カスパー・シュレンク＝ノツィングと周辺のユンゲ・フライハイト等の右派系出版物とは深いつながりを持っておらず、国家主義的、反民主主義的、極右的過激主義思想とは距離を置いていたと語った。それらの政治勢力に与したことはなく、教会は弱き者たちと保護を必要とする者たちの側に立ち続けなければならないと繰り返し強調した。
2019年10月8日、隣人愛請願の発起人でライプツィヒの牧師であるフランク・マルティンは、レンツィングの以前の言動が記されていた膨大な資料を入手した。10月10日、マルティン牧師はレンツィングにこの資料を送付し、速やかに答えるように求めた。この資料の一部をザクセン州教会事務局もすでに入手していた。10月11日、州教会指導部はこの資料に関してレンツィンクに照会した。
これに対して、レンツィングはザクセン州教会に迷惑がかかることを回避するために、可能な限り早く辞任することをすぐに明らかにした。彼の人となりに関する議論によって、州教会としての結束が壊れてしまった。レンツィンクは辞任に関する内容上の理由を詳しく伝えることなく、学生組合におけるメンバー資格を更新していることを弁護するだけであった。さらに、正しいものと認識するところの保守的立場と価値を代表している存在が自分であるとレンツィングは言い切った。彼は22歳の時、フラグメンテという右派系雑誌に関与したが、そのことを言及せず、30年前に支持していた立場は今や捨てたと語るだけであった。10月12日、複数のメディアが彼の執筆した文書を手に入れた。ドイツ公共放送連盟 (ARD) のアルント・ヘンツェによれば、レンツィングが執筆したテクストは自由な民主主義への軽蔑で一貫しており、権威のあるエリートとフェルキッシュな国家理解を持ち上げていた。

## 州教会監督辞任の反響と結果

### 教会指導部
2019年10月13日、レンツィングが学生として右派系雑誌フラグメンテの編集に加わっていたことを、州教会事務局長ハンス＝ペター・フォルバッハは明らかにした。2019年10月11日において、州教会指導部は学生のレンツィングによって記されたテクストを受け取っていた。そこではエリートを待望し、国家主義への傾斜や民主主義への敵意が散見しており、当時であっても、現在であっても許容し難いテクストであると見なした。レンツィングは若い時分に真理を探究した上で、牧師という職を求めた。牧師と州教会監督に在職時には、若き時代のような言葉は彼から出されてはいない。州教会指導部に対して、レンツィングは昔のテクストを脇において、ひどい無理解と恥辱を受けたと発言。監督と教会指導部との間には距離がはっきりと出来てしまった。しかしながら、明らかになった過去の言動は州教会監督としての彼の働きを妨げてしまうことは確かであった。レンツィングの過去と経歴公表の不誠実さに直面して州教会指導部も厳しい状況に追い込まれた。手続き上、レンツイングは州教会指導部が引退の日付けを設定するまで、監督職を継続していくことになる。教会において極右思想、人間や民主主義蔑視思想との決別が不十分とした牧師たちの隣人愛請願の指摘が正しかったことになる。
2019年10月14日、2015年州教会監督選挙において、レンツィングの履歴に関して審査すべき事項は対立候補のそれと同様の少なく、問題になるようなことはなかったと州教会広報担当が補足説明した。
2019年10月16日、レンツィングが批判に対処せずに未解決なままにしている現状を州教会事務局長ホルバッハは明らかにした。州教会指導部の了承を得て、ホルバッハは新右翼向け民間図書館の代表者であったヴォルフガング・フェンスケと接触を続けていた。フェンスケは2015年のレンツィング州教会監督就任にも関与した人物である。今後、ザクセン州教会において、州教会監督候補者の各種団体における加入歴、政党党籍の有無、学生組合やその関連団体の加入歴がより詳細に調べられることになった。
ドイツ福音主義教会 (EKD) 常議員会議長ハインリヒ・ベッドフォード＝ストロームは、レンツィングの州教会監督辞任に関して、即座に遺憾の意を表明した。レンツィングが記述した昔のテクストが明るみに出た後、ハインリヒ・ベッドフォード＝ストロームはザクセン福音ルター派州教会に早急な説明を要求した。レンツィングに対しては州教会事務局に協力するように求めた。「福音主義教会として、我々は極右思想に反対し、その立場を明確に表明しなければならない。さらに、保守主義は教会において認められるが、ドイツ福音主義教会と共に反ユダヤ主義、人種主義、フェルキッシュ思想と外国人嫌悪と厳しく対峙していかなければならない」と語った。
2019年10月21日、レンツィングは州教会事務局に自身の退任を誓約した。詳細な協議を終えた後、州教会監督の辞任は受理され、州教会の一体性を守るために為した彼の決断に謝辞が述べられた。必要な内部討論を回避せずに、すべての教会員は州教会の一体性を維持することを確認した。州教会監督としてのレンツィングの職務は2019年10月31日に終えることになった。
レンツィングの問題はドイツ福音主義教会 (EKD) における右翼急進主義との境界設定に関する議論を活発にさせた。ザクセン福音ルター派州教会は2019年11月2日に臨時教会総会を開催し、極右と保守主義キリスト者に関する見解を明らかにすることになった。他の州教会とは違って、ザクセン福音ルター派州教会はキリスト者教会員の右翼急進派集団への加入を禁じていなかった。ドイツのための選択肢 (AfD) 党員の教会役員就任を認める場合、個々の事例において精査することが必要になる。ドイツ福音主義教会 (EKD) の反ユダヤ主義問題担当クリスチャン・スタファは右翼思想との綿密な神学的論争をおこなうことを支持している。

### 支持勢力
2019年10月2日、ドイツのための選択肢 (AfD) の急進右派派閥フリューゲルに属しているザクセン州議会議員ローランド・ウルブリッヒと同じ党に属するイェルク・キューネ州議会議員は、牧師たちによる隣人愛を求める請願に異議を唱えた。彼らは学生決闘を人格の陶冶になるとして擁護し、度を越したポリティカル・コレクトネスに対抗するための勇気であったと見なした。社会全体に広がっている傾向に抵抗する覚悟を学生たちやキリスト者たちに求めた。10月14日、ドイツのための選択肢 (AfD) は党として、レンツィングを毒された空気に抵抗する健全な保守主義者、英雄として賛美した。加えて、ザクセン福音ルター派州教会は左翼の要求を幇助する支援者になったと見なした。
福音派報道エージェント (idea) のヘルムート・マティアスはレンツィングの学生時代に記したテクストを若気の至りに過ぎないとし、州教会監督辞任をドイツ福音主義教会 (EKD) とザクセン福音ルター派州教会 (EvLKS) の一部勢力による左翼的モラルハラスメントの結果であるとした。
保守的福音主義者のバイエルンキリスト者信仰告白運動 (ABC) はレンツィング辞任を残念な出来事であるとした。レンツイングの敵対者たちがあらゆることを試みて、レンツイングの戦意を挫いたとだと見なした。
2019年10月16日、作者不詳のホームページ (CitizenGo) が作られ、レンツイングの監督職残留の請願が出された。州教会監督を退任させるために、「レンツィングに敵対する汚いキャンペーンと根拠のない非難が繰り返された」と彼らはそのホームページで主張した。そのホームページは福音派の明確な目標を持って作られている。それは同性愛、同性婚、堕胎、性教育に反対することである。その請願署名に際して、匿名を認めているため、架空のメールアドレスが大半のため、州教会監督残留請願署名をした人物を確かめることは不可能である。レンツィングの批判者による請願では署名数を上げることを意図しておらず、請願者や署名者たちを確認することは可能である。
ザクセン州エルツ山地、フォークトラント地方のいわゆる聖書主義的キリスト者たちはレンツィングを支持し、彼の辞任を拒んだ。同様に、難民、イスラム教徒、イスラム礼拝所モスク建設に反対し、気候変動における人間の関与を否定するノルトライン＝ヴェストファーレン州の社団法人世界観問題協同共同体もレンツィングを擁護した。ザクセン福音ルター派州教会指導部に従わず、レンツイング批判者たちの見解も否定する者たちは、イエス・キリストの家に栄光が照らされ、聖霊の中で誤りのない神の言葉に付き従うと表明した。
党内組織である「ドイツのための選択肢 (AfD) におけるキリスト者たち」はレンツイングへの連帯を明らかにした。ザクセン州の多くの教会共同体、とりわけ、エルツ山地地方、フォークトラントの教会共同体はレンツィング辞任反対の署名を始めた。レンツイングが以前牧師をしていたフォークトラント地方のマルクノイキルヘン教会共同体の教会員たちは、ザクセン州教会総会に公開書簡を送付した。そこではレンツイングへの信頼が変わっていないこと、悪質な中傷キャンペーンがおこなわれていることが記されていた。ザクセン信仰告白運動のメンバーと「ドイツのための選択肢 (AfD)におけるキリスト者たち」のクリストフ・フォン・モールは州教会事務局前でろうそく集会を開催した。2019年10月21日のろうそく集会では150人がレンツイングの監督職残留を求めた。

### 批判者
レンツィング辞任のきっかけになった隣人愛請願を始めた牧師たちは、より一層の明確化を求めた。この請願の支持者であるクリスチャン・ヴォルフは退任に関して時機を逸したとものと見なした。さらに、レンツィングは過去を正当化したため、ザクセン州教会への信頼を地に落としたと語った。フランク・マルティン牧師も使徒パウロの回心を引用したレンツィングの釈明を評価しなかった。初期キリスト教の使徒パウロはレンツィングとは異なり、回心以前の過去から自身を切り離していたとマルティン牧師は理解している。さらに、マルティン牧師はザクセン福音ルター派州教会 (EvLKS) の徹底した再生とザクセン州議会での右派国家主義的傾向を確認した上で教会の立場明確化を求めた。
安易なレッテル貼りで比較することは批判者たちによる有意義な議論をダメにしてしまうと教会関係メディアで活動しているジャーナリストのフィリップ・グライフェンシュタインは指摘する。レンツィングは隣人愛請願によって辞任したのではなく、彼の学生時代の文章が知られたことを考慮するべきである。彼はこの過去を数週間覆い隠し、隠ぺいしていた。おそらくこの点に関して嘘をついており、教会指導部の同僚たちは記者たちの問い合わせに答えてはいない。この誠意のない対応が問題に発展したのである。ヘルムート・マティアスやウルリヒ・パーザニィのような福音派、およびドイツのための選択肢 (AfD) の政治家たちはザクセン福音ルター派州教会 (EvLKS) には目を向けずに、レンツィングをポリティカル・コレクトネスの犠牲者と誤解し、憤激を煽り立てている。ザクセン州に住む保守主義キリスト者たちにおいて、同性愛者カップルへの祝福に反対する象徴的人物が滑り落ちたのである。彼らにとってレンツィングは一般的な時代精神への反対者でもあった。レンツィングはドイツのための選択肢 (AfD) の隠れた支持者であり、匿名の情報提供者として偽装を脱ぎ捨てていた考え方は興味深い。ドイツ語圏の右翼的キリスト者たちは明らかに扇動活動をしており、ドイツ語圏のメディアはドイツ福音主義教会 (EKD) を支援している。それゆえ、右派優勢地域のイデオロギーとの接触がドイツ福音主義教会 (EKD) において将来にわたって顕在化するだろう。レンツィング辞任は長い間鎮静化していた問題が再発したのであり、神学の助けが必要としている。

### メディア
ドイツ国内における多くのメディアはレンツィングの言動に批判的である。監督選任選挙以前だけでなく、州教会監督就任後の言動にも批判が加えられた。特に、使徒パウロと対比した発言が批判された。ミュンヘン発行の南ドイツ新聞のマティアス・ドブリンスキーによると、キリスト者、とりわけ、教会指導者は過失に対処する必要に迫られている。とりわけ、ザクセン福音ルター派州教会 (EvLKS) は右翼的メンタリティーと対決し、キリスト教保守主義を右翼思想と切り離すことのできる州教会監督を必要としている。その点に関して、レンツィングはまったく信頼できない。ドイツ福音主義教会 (EKD) は右派ポピュリストたちを教会内において明確に批判すべきであり、明確な境界線を引く必要がある。出自、肌の色、性、性的指向に違いがあっても、人間蔑視思想にイエスの使信は対決していたと見なした。
福音主義教会インターネットメディア担当記者のフィリップ・グライフェンシュタインによると、右派系雑誌フラグメンテでのレンツイング掲載記事において、新右翼的意味でのキリスト者理解が見られる。新右翼的思考が廃棄されたのは何時なのか、フラグメンテ当時の発言が今日でも維持されているのかという問題を、レンツィングは未解決のまま沈黙している。この問題が教会の真の再生を妨げ、教会の統一性を危険にさらしている。新右翼的キリスト者たちはレンツィングのこの沈黙を利用して、教会の祈祷文に殉教者としてレンツィングをはめ込み、教会の分裂を促しているとグライフェンシュタインは結論づけた。彼によると、右派系雑誌フラグメンテにおけるレンツイング論文は州教会監督としての発言と驚くべき一貫性を示している。1990年の段階において、彼は男性同性愛者牧師家族の牧師館入居に関する見解を示し、そこでは男性同性愛者牧師を許容する教会共同体の多数派の見解を否定している。そこでは現実とは異なる法外な堕胎数を引き合いに出している。新右翼系の論者と同様に、この時期において大規模な移民流入、多元主義は危機的状況に呼び起こすと見なし、保守革命の思想家たちを賛美していた。考えられ得る保守主義の再生が始まる前に、民主主義的システムは最初から崩壊する運命であると論じていた。このように新右翼たちの議論に彼は積極的に加わっていたのである。2015年になると、民主主義を蔑視し、外国人嫌悪につながる立場からレンツィングは離れた。しかしながら、国家主義的、反民主主義的、過激思想とは常に距離を持っていたという彼の主張は依然として根拠に乏しいままである。
レンツィングが右派・急進右派系ネットワークの一員であったことに注目すべきと、バイエルン州の教会系新聞ゾンタークスブラットのマルクス・シュプリンガーは指摘している。ドイツ福音主義教会 (EKD) で働こうとする者は、自身の過去に沈黙する必要のない者でなければならないと見なしている。
ハンブルク発行の全国紙ディー・ツァイトによると、厳しい批判を受けているレンツィングが教会監督を続けることは困難な状況になった。ドイツのための選択肢 (AfD) との境界線が不明瞭という批判に直面することで、人間蔑視に関する彼の主張の不確かさが強くなったのである。教会関係者の大部分はレンツィングをドイツのための選択肢 (AfD) の隠れた党員ではなく、曖昧な意味で党指導者の一員であると見なしている。彼はザクセン州東部のドイツのための選択肢 (AfD) 支持者たちを右翼急進派として決めつけることなく、難民へ敵意を示すことに繰り返し反対した。同時に、彼はドイツのための選択肢 (AfD) 支持者たちとの対話に固執しているが、ドイツのための選択肢 (AfD) の一部が右翼急進派であることを十分に伝えてはいない。彼はドイツのための選択肢 (AfD) 支持者たちと対立しているように周囲の者たちに見せている。彼は男性同性愛者カップルへの祝福を拒否したが、男性同性愛者牧師を救済するための2012年のザクセン州教会の妥協決定を容認した。2015年にレンツィングは州教会監督になったが、最終的には挫折してしまったのである。

## 家族
自由時間にスポーツを好むカルステン・レンツィンクは牧師のマリア・レンツィンクと結婚している。この牧師夫婦には4人の子供がいる。

## 新聞に掲載された人物評
- Thomas Mayer: Berlin-Spandau, Annaberg-Buchholz, Markneukirchen, Dresden. Carsten Rentzing (48) wird Ende August neuer Evangelischer Landesbischof in Sachsen – ein Hausbesuch. In: Leipziger Volkszeitung, 3. August 2015, S. 5.